# Gare de Fresno
La gare de Fresno (ou Santa Fe Passenger Depot (Fresno)) est une gare ferroviaire des États-Unis située à Fresno en Californie. Elle est desservie par Amtrak. C'est une gare avec personnel.

## Histoire
Elle est mise en service en 1899.

## Service des voyageurs

### Desserte
- Ligne d'Amtrak[1] :
  - Le San Joaquins: Oakland/Sacramento - Bakersfield